# Principe de compositionnalité
En mathématiques, sémantique, et philosophie du langage, le principe de compositionnalité est le principe selon lequel la signification d'une expression complexe est définie par les significations des expressions la composant, et par les règles employées pour les combiner. Des techniques de raisonnement continu exploitent la compositionnalité pour analyser les systèmes à grande échelle de manière différentielle.
Le principe de compositionnalité établit que dans une phrase significative, si les parties lexicales sont retirées de la phrase, ce qu'il en reste seront les règles de composition. Il a été introduit par Gottlob Frege.

## En sémantique
Le sens d'un tout (au niveau du mot comme au niveau de la phase) se compose, d'après le principe de compositionnalité, du sens de ses parties et de la façon dont elles sont agencées. Au niveau du mot, la flexion est compositionnelle : ainsi, chien-s signifie plusieurs chiens. Cependant, la dérivation n'assure pas toujours la compositionnalité : il en est ainsi d'un terme russe dont le sens compositionnel serait lié au jour, or il signifie journal intime. Au niveau de la phrase, les expressions figées sont non-compositionnelles : ainsi, il ne me suffit pas de comprendre le sens de "cerise", le sens de "sur le gâteau" et les règles syntaxiques d'ordre des mots pour comprendre l'expression "cerise sur le gâteau" (par exemple, dans tout se passait déjà mal, et, cerise sur le gâteau, je me suis tordu la cheville). 